# 三维结构照明显微镜

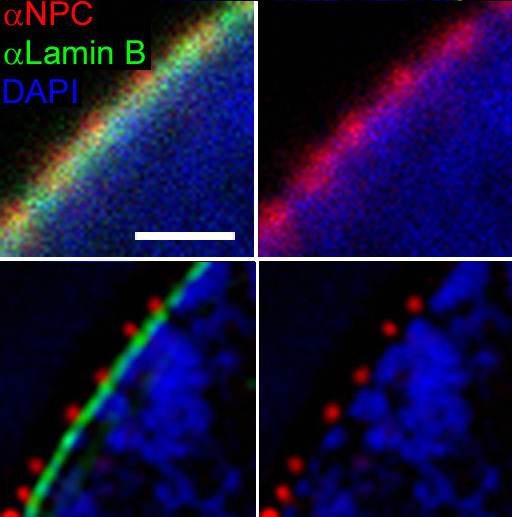
共聚焦显微镜 (上行)和3D-SIM显微镜分辨能力的比较(下行)。在一个老鼠的细胞染色质 (蓝色) 中的细胞核孔 (红色), 核膜 (绿色)，和 DNA 的模拟染色。比例尺1微米。

三维结构照明显微镜是一个更高级的形式的 光学显微镜，它的分辨率超过了阿贝显微极限。 三维结构照明显微镜由Lukosz和Marchand1963年提出， 并由领导G.L.Gustafsson的一个小组和在加利福尼亚大学的John W. Sedat的发展。 商业版 应用精确度 作为"投资", 卡尔*蔡司 作为一个"ELYRA p. 1 PS。1"，以及通过 尼康 为"N-SIM" 提供。

## 工作原理
三维结构照明显微镜的荧光激励通过空间调制结构照明(通常形式的一线光栅)来实现。为此，要拍摄多张样品的图片，图片通常相对上一张逐个移动，由此产生三维结构。然后可以从这些存储的原始图像计算对象的图像（具有增加的分辨率）。 分辨率的增加基于莫尔效应的原理，其中检测到的图像被解释为（已知的）照明图案和（未知的）物体频率的叠加。 在条纹图案的情况下，图案的相位位置在至少5步的时段内移位。 由于条纹图案仅在一个方向上被调制，因此必须在图案的至少三个方向上记录原始图像。 与2D SIM变体相比，3D SIM保存整个体积的原始图像，并使用测量体积的图像来计算分辨率增加的体积。 因此，微观分辨率可以在所有三个空间方向上加倍。

## 个别的证据
1. ↑  W. Lukosz, M. Marchand: Optischen Abbildung Unter Überschreitung der Beugungsbedingten Auflösungsgrenze.  In:  Optica Acta. 10, Nr. 3,  1963, S. 241–255. doi:10.1080/713817795.
2. ↑  Carl Zeiss MicroImaging GmbH: Superresolution Structured Illumination Microscopy (SR-SIM).
3. ↑  M. G. Gustafsson, L. Shao, P. M. Carlton et al: Three-dimensional resolution doubling in wide-field fluorescence microscopy by structured illumination.  In:  Biophysical journal. 94, Nr. 12,  Juni 2008, S. 4957–4970. doi:10.1529/biophysj.107.120345. PMID 18326650.
4. ↑  . Appliedprecision.com.   [2010-06-23]. （原始内容存档于2011-01-09）.
5. ↑  Carl Zeiss MicroImaging GmbH: ELYRA Enter the World of Superresolution.
6. ↑  www.nikon.com 错误：存档服务未知的存檔，存档日期[缺少日期]，